# 松寿院
松寿院（しょうじゅいん、寛政9年3月18日（1797年4月14日） - 慶応元年8月20日（1865年10月9日））は、江戸時代末期（幕末）の女性。種子島領主・種子島久道の正室。父は薩摩藩主・島津斉宣。母は側室（家臣・島津仲久隣の娘）。兄に島津斉興、弟に島津忠公、妹に随姫（佐土原藩主・島津忠徹室）、郁姫（近衛忠煕室）らがいる。実名は「隣姫」「於隣」。別名「御隣の方」。夫の死後、落飾して「松寿院」と号した。

## 生涯
寛政9年（1797年）3月18日に島津斉宣の次女として誕生した。名は於隣（おちか）。誕生早々より、種子島領主の種子島家との婚儀が進められ、同年6月6日種子島久道の正室となる。生後3か月での輿入れだったが、種子島に移住したわけではなく、鹿児島の種子島家の屋敷で育った。
最初の4人の子は夭折しており、その後、子を授かり身重の状態で初めて種子島に渡った。
文政元年、兄の島津斉興は種子島家の家老達の反対を押し切り、子・忠教を養子として久道・隣姫夫妻に押し付けるも、文政8年にその養子縁組を斉興が突如撤回するなど島津家の内紛に翻弄される。夫の久道も文政12年（1829年）に死去。隣姫と久道には後継がいないため、室町時代より種子島を治めた種子島家は事実上断絶。それにより男子後継者を欠いた種子島氏は取りつぶしの危機に陥る。
隣姫は早急に養嗣子の要請を実家・島津家に行うと共に、実家からの指示で久道の名跡となって種子島を治める事となった（久道の死から15年間は隣姫が種子島領主となり、領民を治めた）。
久道の死から15年後の天保13年（1842年）にようやく島津家より養子・久珍（島津斉宣12男）を迎えるも、久珍は嘉永5年（1852年）に死去。久珍の子・久尚はまだ幼かったため、ふたたび松寿院が久尚の後見という形で種子島を治める事となった。
松寿院は多くの事業を手掛け、大浦川の改修工事、塩田開発、島の玄関である西之表港の防波堤整備は三大事業と呼ばれている。このほか種子島家累代の墓所整備、慶長の役や藩に仕えて亡くなった無名の人々の供養、学問所の建築や学用品の授与など領民の生活を守るために奔走した。
松寿院が大浦荒地に創設した塩田創業は種子島に大いなる利益をもたらし、第二次世界大戦後まで続いた。他にも19代当主・種子島久基が始めた「かんしょ栽培」の功績を称える神社の建立なども行っている。
鹿児島城（鶴丸城）での松寿院の立場はとても高く、嘉永4年（1851年）に島津斉彬が藩主となった祝賀では斉彬が最初に対面した3人に松寿院が含まれている。また、天璋院（篤姫）が将軍家に輿入れする際には天璋院の世話をしている。
慶応元年（1865年）8月20日に久尚とその家族に見守られながら種子島で死去。享年69。
墓地は種子島家の菩提寺である本源寺にある。

## 子女
- 長女：歌袈裟（文化11年9月15日-文化13年6月13日）
- 次女：巌袈裟（文化14年2月12日-文政元年2月9日）
- 長男：鐵熊（文政元年4月6日-同年8月18日）
- 次男：知千代（文政2年11月6日-文政3年8月25日）
- 三女：久美（文政4年12月20日-、島津久徴妻）
- 四女：婦美（文政6年9月22日-、鎌田之允妻）

## 補注
1. 1 2 3 4 5 6 7  “志をもって生きる 松寿院”. 鹿児島県. 2022年8月21日閲覧。
2. ↑  実際の婚儀をあげたのは文化8年10月19日。